# Ostrov (Třebnouševes)
Ostrov je malá vesnice, část obce Třebnouševes v okrese Jičín. Nachází se asi 1 km na jihozápad od Třebnouševsi. V roce 2009 zde bylo evidováno 20 adres. V roce 2001 zde trvale žilo 31 obyvatel.
Ostrov leží v katastrálním území Ostrov v Podkrkonoší o rozloze 1,76 km2.